# Prelude en fuga nr. 1 (Hovhaness)
Prelude en fuga nr. 1 is een compositie van Alan Hovhaness voor pianosolo. Het werk bestaat uit twee delen: een maestoso prelude waarin af en toe een dissonant voorkomt. Het sluit af op een open akkoord. Vervolgens wordt een driestemmige fuga ingezet, die langzaamaan weer terugkeert naar de maestoso-tonen van het begin; ook hier een open eind, een techniek of manier van sluiten die de componist vaker hanteerde.

## Discografie
- Uitgave Koch International: Marvin Rosen met andere pianowerken.